# 訃報 2014年4月
訃報 2014年4月（ふほう 2014ねん4がつ）では、2014年4月に物故した、又は物故が報じられた人物についてまとめる。

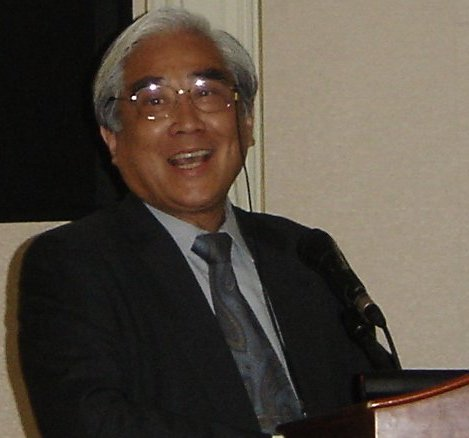
竹内謙／4月2日没

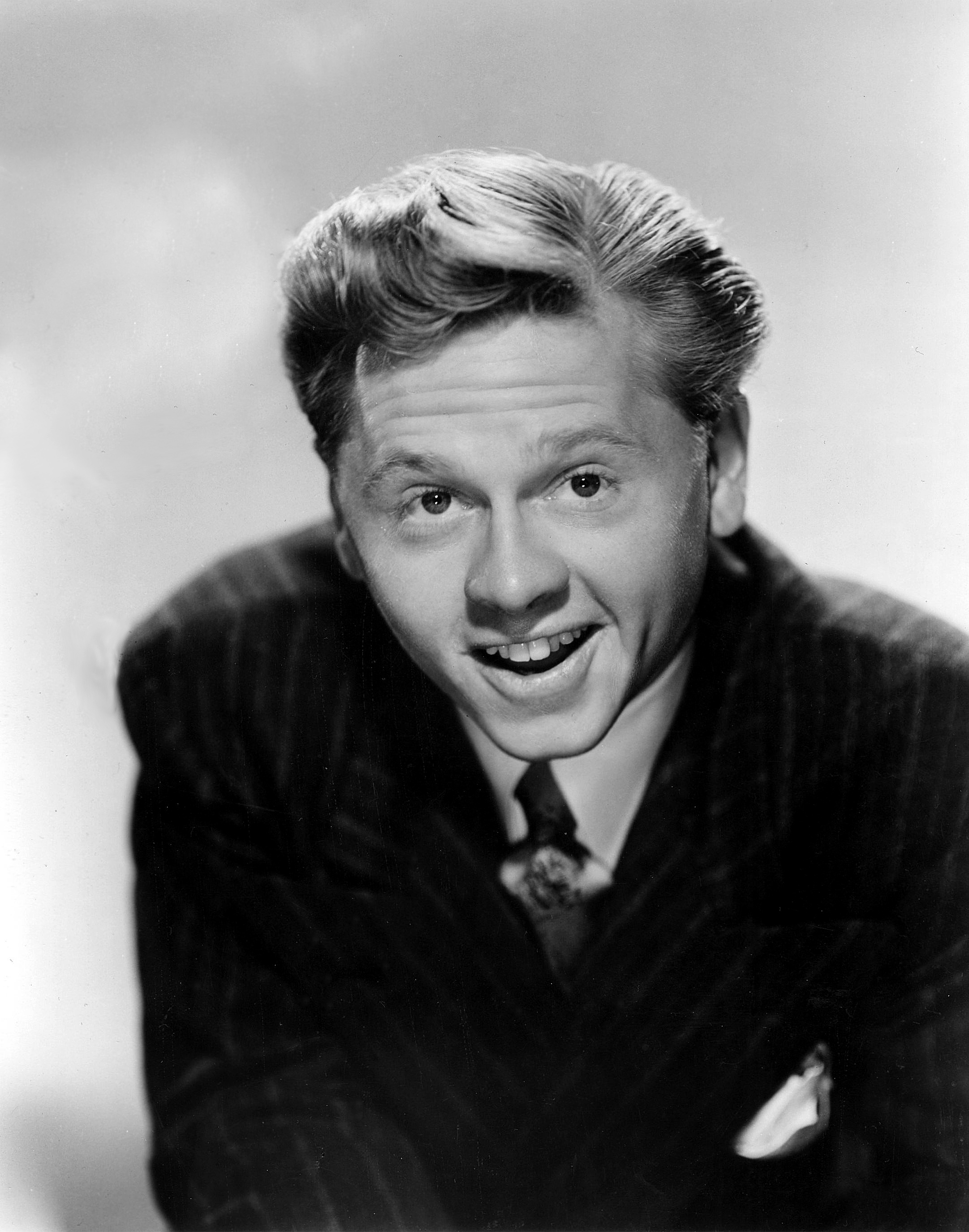
ミッキー・ルーニー／4月6日没

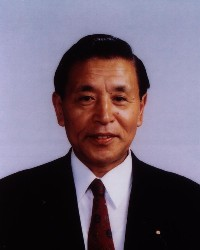
星野行男／4月10日没

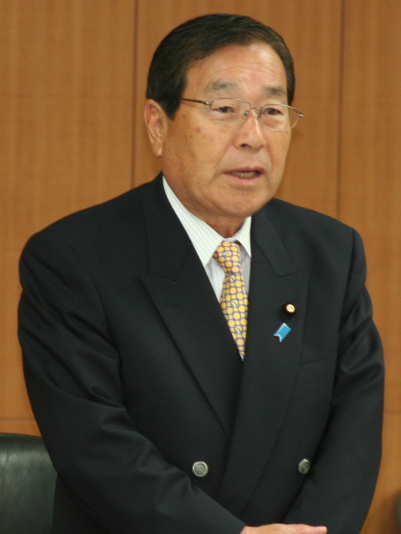
加賀谷健／4月24日没

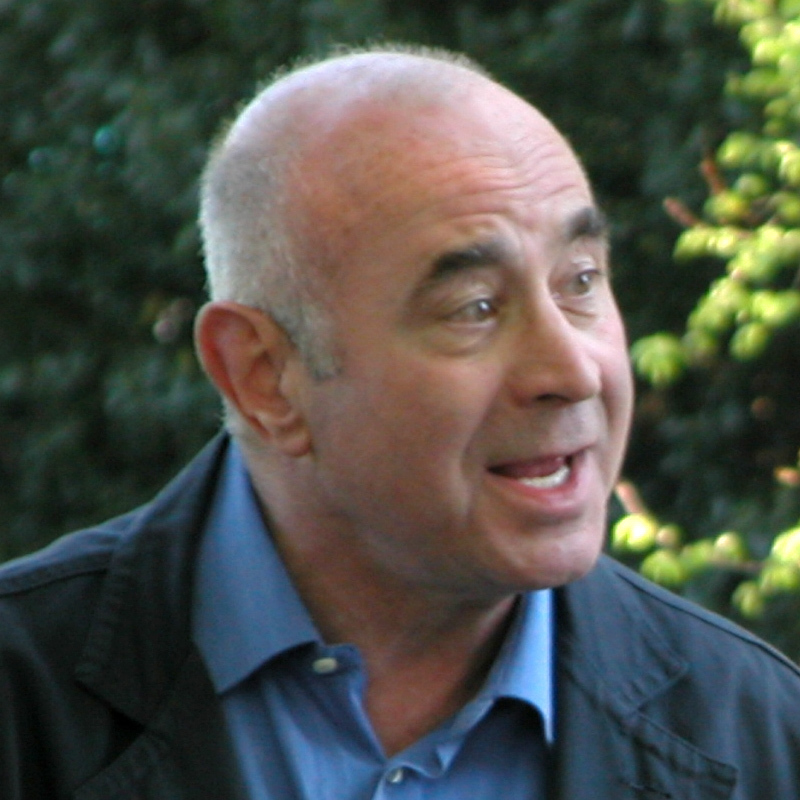
ボブ・ホスキンス／4月29日没

九條今日子／4月30日没

## (1日 - 15日)
- 4月1日 - ジャック・ル・ゴフ、フランスの中世史家（* 1924年）[1]
- 4月1日 - 西山倫、日本の政治家、元滋賀県余呉町長（* 1926年）[2]
- 4月1日 - 小黒恵子、日本の詩人、童話作家（* 1928年）[3]
- 4月1日 - 和栗雄太郎、日本の機械工学者、九州大学名誉教授（* 1928年）[4]
- 4月1日 - 筑紫あけみ、日本の女優（* 1933年）[5]
- 4月1日 - 三宅醇、日本の建築学者、豊橋技術科学大学名誉教授（* 1939年）[6]
- 4月2日 - 竹内謙、日本の政治家、ジャーナリスト、元神奈川県鎌倉市長（* 1940年）[7]
- 4月3日 - 吉田三郎、日本の政治家、元岐阜県議会議長（* 1919年?）[8]
- 4月3日 - 有賀徹、日本の衛生学者、日本大学名誉教授（* 1926年）[9]
- 4月3日 - レジーヌ・デフォルジュ、フランスの小説家（* 1935年）[10]
- 4月3日 - 小野正敦、日本のフランス語学者、東京外国語大学名誉教授（* 1943年）[11]
- 4月3日 - 門坂流、日本の画家（* 1948年）[12]
- 4月4日 - 西田堯、日本の舞踊家、演出家（* 1926年）[13]
- 4月4日 - 藤江正、日本の体育学者、小樽商科大学名誉教授（* 1929年?）[14]
- 4月4日 - 奥本英一朗、日本の実業家、元大和証券副社長（* 1934年）[15]
- 4月4日 - 都甲岳洋、日本の外交官、元駐シンガポール・トルコ・ロシア大使（* 1934年）[16]
- 4月4日 - ウェイン・ヘンダーソン、アメリカのトロンボーン、ザ・クルセイダーズのメンバー（* 1939年）[17]
- 4月4日 - 南木顕生、日本の脚本家（* 1964年）[18]
- 4月5日 - ピーター・マシーセン、アメリカ合衆国の小説家（* 1927年）[19]
- 4月5日 - 仙元隆一郎、日本の法学者、同志社大学名誉教授（* 1932年）[20]
- 4月5日 - 久岡克佳、日本の実業家、ノヴィル会長（* 1938年?）[21]
- 4月5日 - 及川三千代、日本の歌手（* 1939年）[22]
- 4月5日 - 内山武夫、日本の実業家、元京都国立近代美術館長（* 1939年）[23]
- 4月5日 - 西丸房雄、日本の競輪選手（* 1951年）[24]
- 4月6日 - ミッキー・ルーニー、アメリカ合衆国の俳優（* 1920年）[25]
- 4月6日 - 森田堯丸、日本の実業家、元日本国際貿易促進協会理事長（* 1925年）[26]
- 4月6日 - 橋本恕、日本の外交官、元駐中国大使（* 1926年）[27]
- 4月6日 - 三戸昭、日本の栄養学者、広島大学名誉教授（* 1926年?）[28]
- 4月6日 - ジャック・カステレード（英語版）、フランスの作曲家、ピアニスト（* 1926年）[29]
- 4月6日 - 眞清水藏六、日本の陶芸家（* 1933年）[30]
- 4月6日 - コンノケンイチ、UFO研究家（* 1936年）[要出典]
- 4月6日 - 加治久典、日本の実業家、ハローデイ会長（* 1937年）[31]
- 4月6日 - 中筋格、日本の実業家、元竹菱電機社長（* 1937年）[32]
- 4月7日 - ピーチーズ・ゲルドフ、イギリスのソーシャライト、司会者（* 1989年）[33]
- 4月8日 - 山口敏雄、日本の実業家、元神鋼商事社長（* 1921年）[34]
- 4月8日 - 阿部弘、日本の実業家、元八戸通運社長（* 1928年?）[35]
- 4月8日 - 周富徳、日本の料理人、在日中国人 （* 1943年）[36]
- 4月8日 - ジャンボ秀克、日本のラジオディスクジョッキー、フリーアナウンサー（* 1951年）[37]
- 4月8日 - アルティメット・ウォリアー、アメリカのプロレスラー（* 1959年）[38]
- 4月9日 - 中嶋八郎、日本の舞台美術家（* 1924年）[39]
- 4月9日 - 千葉一男、日本の実業家、元王子製紙社長（* 1925年）[40]
- 4月9日 - 山本浩、日本の実業家、水戸証券副社長（* 1953年）[41]
- 4月10日 - 龍忠市、日本の実業家、元三菱鉱業セメント取締役（* 1922年?）[42]
- 4月10日 - 釜付健二郎、日本の政治家、元鹿児島県喜入町長（* 1923年?）[43]
- 4月10日 - 星野行男、日本の政治家、元自由民主党・新生党・新進党衆議院議員、元新潟県小千谷市長（* 1932年）[44]
- 4月10日 - スー・タウンゼント、イギリスの小説家（* 1946年）[45]
- 4月10日 - ジム・フレアティ、カナダの元財務大臣（* 1949年）[46]
- 4月11日 - 岩下邦夫、日本の実業家、岩下食品名誉会長（* 1933年）[47]
- 4月11日 - 稲野幸治、日本の実業家、大森屋会長（* 1937年）[48]
- 4月11日 - ルー・ハドソン、アメリカのバスケットボール選手（* 1944年）[49]
- 4月11日 - 佐野実、日本の実業家、ラーメン店「支那そばや」創業者（* 1951年）[50]
- 4月12日 - 浅野仰山、日本の書家、毎日書道展参与会員（* 1920年）[51]
- 4月12日 - 田中岑、日本の洋画家、春陽会会員（* 1921年）[52]
- 4月12日 - 宮崎勇、日本の実業家、元関西電力会長（* 1925年）[53]
- 4月13日 - 林卓夫、日本の機械工学者、大阪大学名誉教授（* 1923年）[54]
- 4月13日 - 佐野精一、日本の政治家、前山梨県昭和町長（* 1930年）[55]
- 4月13日 - 松添博、日本の絵本作家、元長崎平和推進協会継承部会長（* 1930年）[56]
- 4月13日 - 川代義夫、日本の政治家、前北海道八雲町長（* 1943年）[57]
- 4月14日 - 丹羽和子、日本の洋画家（* 1923年）[58]
- 4月14日 - 松山義則、日本の実業家、学校法人同志社総長（* 1923年）[59]
- 4月14日 - 緒方四十郎、日本の銀行家、元日本銀行理事、元日本開発銀行副総裁（* 1927年）[60]
- 4月14日 - 陳一諮（中国語版）、中国の改革派知識人、趙紫陽のブレーントラスト（* 1940年）[61]
- 4月14日 - 内山英明、日本の写真家（* 1949年）[62]
- 4月14日 - 橋本潤、日本のベーシスト、横道坊主メンバー、元ザ・ロッカーズメンバー（* 1959年）[63]
- 4月15日 - 近藤英一郎、日本の政治家、元・自由民主党参議院議員、元群馬県大間々町長（* 1913年）[64]
- 4月15日 - 中條永吉、日本の消防員、元東京消防庁消防総監（* 1930年）[65]
- 4月15日 - ダニー石尾、日本のミュージシャン、フォー・セインツメンバー、鹿島アントラーズスタジアムDJ（* 1948年）[66]

## (16日 - 30日)
- 4月16日 - 臺弘、日本の精神科医、医学博士（* 1913年）[67]
- 4月16日 - 柴田泰男、日本の実業家、元豊田通商社長（* 1919年）[68]
- 4月16日 - 山崎富治、日本の実業家、山種美術館名誉館長、元山種証券会長（* 1925年）[69]
- 4月16日 - 古池和広、日本の政治家、元福井県大飯町長（* 1929年?）[70]
- 4月16日 - 畑有三、日本の近代文学研究者、専修大学名誉教授（* 1934年）[71]
- 4月16日 - 金福健 - 日本のドラマー、クリスタルキング元メンバー（* 1950年）[72]
- 4月16日 - 井土太良、日本の実業家、SBIホールディングス副社長（* 1957年）[73]
- 4月17日 - 朝長康郎、日本の数学者、宇都宮大学名誉教授（* 1921年）[74]
- 4月17日 - 江本碩男、日本の実業家、元日本鉱業取締役（* 1925年?）[75]
- 4月17日 - 鈴木晄、日本の映画編集技師（* 1928年）[76]
- 4月17日 - ガブリエル・ガルシア＝マルケス、コロンビアの小説家（* 1928年）[77]
- 4月17日 - チェオ・フェリシアーノ、プエルトリコの歌手（* 1935年）[78]
- 4月17日 - 森山哲夫、日本の実業家、前青森県信用組合理事長（* 1937年）[79]
- 4月17日 - 笹島富二雄、日本の弁理士、元日本弁理士会会長（* 1942年）[80]
- 4月17日 - 才野敏郎、日本の生物地球化学者、名古屋大学名誉教授（* 1948年）[81]
- 4月17日 - 勝見洋一、日本のエッセイスト、料理評論家（* 1949年）[82]
- 4月18日 - 外郎藤右衛門康祐、日本の実業家、ういろう会長（* 1914年）[83]
- 4月18日 - 清水汪、日本の官僚、元環境事務次官（* 1926年）[84]
- 4月18日 - 坂井宏先、日本の編集者、出版社経営者、前ポプラ社社長（* 1946年）[85]
- 4月18日 - ディラン・トンビデス、オーストラリアのサッカー選手、FW（* 1993年）[86]
- 4月19日 - 和田昭治、日本の歌手、作曲家、デューク・エイセス初代リーダー（* 1928年?）[87]
- 4月19日 - 宋岳人、日本の俳人（* 1934年?）[88]
- 4月19日 - ルシアーノ・ド・ヴァーレ、ブラジルのスポーツアナウンサー（* 1947年）[89]
- 4月19日 - ケビン・シャープ、アメリカのカントリー歌手（* 1970年）[90]
- 4月20日 - 三輪春雄、日本の実業家、元大垣ガス会長（* 1919年?）[91]
- 4月20日 - 西川建三、日本の実業家、元ダイビル社長（* 1921年）[92]
- 4月20日 - 篠塚良雄、日本の戦争証言者、元731部隊少年隊員（* 1923年）[93]
- 4月20日 - ルービン・カーター、アメリカのプロボクサー（* 1937年）[94]
- 4月21日 - 大野平男、日本の実業家、元東海電気工事取締役（* 1920年）[95]
- 4月21日 - 七川歓次、日本の医学者、滋賀医科大学名誉教授（* 1920年）[96]
- 4月21日 - 衛藤龍天、日本の政治家、元大分県久住町長（* 1924年?）[97]
- 4月21日 - 中野玄三、日本の美術史学者、元嵯峨美術短期大学学長（* 1924年）[98]
- 4月21日 - 片岡信二、日本の理学者、一橋大学名誉教授（* 1925年）[99]
- 4月21日 - ウィン・ティン、ミャンマーの政治家、ミャンマー最大野党・国民民主連盟共同創設者（* 1930年）[100]
- 4月21日 - 塩見哲、日本の演出家（* 1934年?）[101]
- 4月22日 - 大橋健三郎、日本のアメリカ文学者、東京大学名誉教授（* 1919年）[102]
- 4月22日 - 鹿園直建、日本の地球科学者、慶應義塾大学名誉教授（* 1946年）[103]
- 4月23日 - コンラッド・マレーロ、アメリカの野球選手（* 1911年）[104]
- 4月23日 - マーク・シャンド、イギリスの旅行作家、イギリス王妃カミラの弟（* 1951年）[105]
- 4月24日 - アルトゥロー・リカタ、イタリアの男性世界最高齢の人物（* 1902年）[106]
- 4月24日 - 窪田暁子、日本の社会福祉学者（* 1928年）[107][108]
- 4月24日 - ハンス・ホライン、オーストリアの建築家（* 1934年）[109]
- 4月24日 - 加賀谷健、日本の政治家、民主党前参議院議員（* 1943年）[110]
- 4月24日 - 大石幽岳、日本の書家、毎日書道展審査会員（* 1949年）[111]
- 4月25日 - 今津弘、日本の朝日新聞論説副主幹、朝日新聞テレビ夕刊司会者（* 1925年）[112]
- 4月25日 - シュテファニー・ツヴァイク、ドイツの作家（* 1932年）[113]
- 4月25日 - 榛谷泰明、日本の映像作家、辞典編纂者（* 1935年）[114]。
- 4月25日 - 大松明則、日本の政治家、元民社党執行委員、富士社会教育センター理事長（* 1940年）[115]
- 4月25日 - 増田稔、日本の政治家、元香川県議会議長（* 1943年?）[116]
- 4月25日 - 花森憲一、日本の政治家、元静岡県副知事（* 1946年）[117]
- 4月25日 - フランセスク・ビラノバ、スペインのサッカー選手、サッカー指導者（* 1968年）[118]
- 4月26日 - 林政義、日本の実業家、元中部電力副社長（* 1922年）[119]
- 4月26日 - 児島武雄、日本の裁判官、元広島高等裁判所長官（* 1925年）[120]
- 4月26日 - 江頭郁生、日本の実業家、元日動火災海上保険社長（* 1931年）[121]
- 4月26日 - 牧昭男、日本の元プロボクサー（* 1936年）[122]
- 4月26日 - 竹内資浩、日本の政治家、自民党徳島県連会長、元徳島県議会議長（* 1944年）[123]
- 4月26日 - 岡田れえな、日本のタレント、女優（* 1987年）[124]
- 4月27日 - 梶原章旺、日本の実業家、元北九州コカ・コーラボトリング副社長（* 1928年?）[125]
- 4月27日 - ヴヤディン・ボシュコヴ、セルビアのサッカー選手、サッカー指導者（* 1931年）[126]
- 4月27日 - 春山茂、日本の政治家、元福島県小野町長（* 1935年）[127]
- 4月27日 - 市村緑郎、日本の彫刻家（* 1936年）[128]
- 4月27日 - 西川鯉右、日本の舞踊家、日本舞踊 名古屋西川流理事（* 1937年）[129]
- 4月27日 - 堀井康明、日本の脚本家、演出家、元東宝演劇部プロデューサー （* 1937年）[130]
- 4月27日 - 神戸一郎、日本の歌手、俳優（* 1938年）[131]
- 4月27日 - 小川惠三、日本の実業家、バンドー化学社外監査役、元さくらケーシーエス社長・会長（* 1944年）[132]
- 4月28日 - 森本芳夫、日本の実業家、元北陸電力会長、元北陸経済連合会会長（* 1915年）[133]
- 4月28日 - ジャック・ラムジー、アメリカの指導者、バスケットボールの監督（* 1925年）[134]
- 4月28日 - 大浜方栄、日本の政治家、医師、元自由民主党参議院議員、医療法人・学校法人・社会福祉法人おもと会理事長（* 1927年）[135]
- 4月28日 - 大江輝久夫、日本の政治家、元京都府夜久野町長（* 1940年）[136]
- 4月28日 - 佐藤和男、日本の実業家、元商船三井副社長（* 1940年?）[137]
- 4月29日 - ウォルター・ウォルシュ、アメリカ合衆国のFBI捜査官、1948年ロンドンオリンピック射撃選手（* 1907年）[138]
- 4月29日 - 宇田尚、日本の化学者、東北大学名誉教授（* 1930年?）[139]
- 4月29日 - 松岡直也、日本のピアニスト、作曲家、編曲家（* 1937年）[140]
- 4月29日 - ボブ・ホスキンス、イギリスの俳優（* 1942年）[141]
- 4月29日 - 國府理、日本の現代美術家（* 1970年）[142]
- 4月30日 - 葛井欣士郎、日本の映画・演劇プロデューサー（* 1925年）[143]
- 4月30日 - 槇田家和、日本の実業家、元八千代銀行頭取（* 1929年）[144]
- 4月30日 - 渡辺淳一、日本の作家（* 1933年）[145]
- 4月30日 - 九條今日子、日本の女優、映画・演劇プロデューサー（* 1935年）[146]